# Runolf Biskopsson
Runolf Kettilsson (Runólfr Ketilsson) var en isländsk präst och bygdeskald på 1100-talet. Han var son till biskop Kettil Torsteinsson (Ketill Þorsteinsson) och kallades därför oftast för Runolf Biskopsson (Runólfr biskupsson). Enligt Nafnaskrá íslenzkra presta från 1146 var han hemmahörande på nordlandet.
Då Kläing Torsteinsson (Klæingr Þorsteinsson) år 1152 vigdes till biskop på Skalholt lät han bygga en ny kyrka och från dess invigning har bevarats en drottkväden strof av Runolf, där han uttrycker sin beundran för byggnaden och nämner byggmästarna. Det är troligt att versen är hämtad ur ett större invigningskväde. 
Runolf kan också förknippas med Leiðarvísan (ung. ”vägvisar-visan”), en för ovanlighetens skull fullständigt bevarad drapa med 45 strofer och två slags stef (omkväden), vilken handlar om den kristna söndagens helighet och betydelse. Författaren är okänd, men Runolf är nämnd i den 43:e versen och har antagligen också varit delaktig i drapans tillkomst.
Runolf Kettilsson dog år 1186. Hans son Kåre (Kári) Runolfsson (död 1187) var abbot i Tingöre kloster (Þingeyraklaustur) från 1181, då han efterträdde Karl Jónsson. Runolfs sonson var Styrmer Kåresson (Styrmir Kárason).